# Haakon (Schweden)
Haakon der Rote, Håkan Röde, (* um 1040; † nach 1079) war laut alten skandinavischen Legenden zwischen etwa 1070 und 1079 schwedischer König. Da die Informationen über Haakon meist aus Dichtungen stammen, ist ihr historischer Wahrheitsgehalt umstritten.
Manche Quellen geben an, dass Haakon um 1070 die Königsmacht von Halsten übernahm, da dieser sich weigerte für die heidnischen Götter zu opfern. Manche Historiker vermuten, dass der Machtwechsel aufgrund Halstens Tod erfolgte und dass es eigentlich Inge I. war, der nicht opferte. Möglicherweise hatten die Svear zum Anfang der 1070er Jahre einen weiteren König, Anund Gårdske. Es wird vermutet, dass Schweden zu dieser Zeit in die Reiche der heidnischen Svear unter Anund Gårdskes Führung, der christlichen Svear mit Haakon als König und das christliche Västergötland unter Inge I. oder auch Halsten, geteilt war. Es gibt auch Erzählungen die behaupten, dass Haakon und Anund nur Kandidaten auf den Königsthron waren und Inge I. nur von den gläubigsten Christen in Västergötland unterstützt wurde. All diese Unsicherheiten verdeutlichen, dass Schweden zu dieser Zeit noch keine homogene Gesellschaft war.
Manche Quellen behaupten, dass Haakon ein Stiefsohn von Stenkil Ragnvaldsson, und damit Halbbruder von Halsten und Inge I. war. Haakon soll die Witwe des heidnischen Stammesführers, Erik Hedningen, geheiratet haben.
Eine der wenigen Quellen, die es zu Haakon gibt, ist ein beschädigter Runenstein aus Hovgården von der Insel Adelsön im See Mälaren. Auf diesem steht:
„Tyd du runorna! Rätt lät rista dem Tolir, bryte, i Roden, åt konungen. Tolir och Gylla läto rista, båda makarna efter sig till en minnesvård, Håkon bjöd rista.“ (Deute du die Runen, leicht ritzte sie Tolir, Sklave, in Roden, des Königs. Tolir und Gylla ließen ritzen, beide Eheleute nach sich zum Gedenken, Haakon erlaubte zu ritzen.) Dies war das erste Mal, dass das Wort König in Schweden dokumentiert wurde.
| Vorgänger | Amt                             | Nachfolger |
| --------- | ------------------------------- | ---------- |
| Halsten   | König von Schweden um 1070–1079 | Inge I.    |

| Personendaten    | Personendaten               |
| ---------------- | --------------------------- |
| NAME             | Haakon                      |
| ALTERNATIVNAMEN  | Haakon der Rote; Håkan Röde |
| KURZBESCHREIBUNG | schwedischer König          |
| GEBURTSDATUM     | um 1040                     |
| STERBEDATUM      | nach 1079                   |